# Teresa Llàcer
Teresa Llàcer (Mont-Roig del Camp, 1932) neix a Mont-Roig del Camp, filla i neta de mestres, i creix en l'ambient docent que es respira a casa seva, que pot haver estat un dels estímuls que la porten anys després cap a l'ensenyança.

## Carrera
Té una extensa i reconeguda trajectòria com a creadora i com a docent a la Facultat de Belles Arts de la Universitat de Barcelona. Es casa i té quatre fills, però al cap de deu anys d'estar casada se separa i tot just és quan inicia els estudis a l'Escola de Belles Arts. Es manifesta com una alumna brillant, fet que li permet aconseguir una beca de postgraduat i comença a treballar com a ajudant del catedràtic Armand Miravalls, considerat un dels més ferms representants de la pintura acadèmica catalana del segle xx. És el començament de la seva carrera acadèmica que durant diverses dècades comparteix amb la creació. Finalitza els estudis l'any 1969. Amb Ramon Sanvisens i Marfull treballa molts anys, encara que durant els seus anys de formació aquest va ser un dels seus professors. Sanvisens té la seva pròpia escola d'art, fundada el 1949, de la qual Teresa Llàcer és professora i posteriorment directora; el centre és conegut actualment com a Escola d'Art Llàcer - Sanvisens. El 1969 fa la seva primera exposició individual a la Galeria Independenza de Bolonya, i així enceta un llarg camí de mostres col·lectives i individuals. L'any següent ingressa com a professora a la Facultat de Belles Arts de la Universitat de Barcelona, on dona classes de pintura i dibuix durant trenta-tres anys.
Seguint la classificació de la seva obra en períodes feta al catàleg de l'exposició retrospectiva “Teresa Llàcer, olis 2969-2009”, realitzada el 2010 al Tinglado 4 del Moll de Costa del Port de Tarragona, presentada per Joan Martí i Castell.
1970-1982: són els anys que treballa al costat del pintor Ramon Sanvisens. Els dos feien obres amb paisatges propers als fauvistes per la seva expressivitat i per la llibertat en l'ús del color, també trobem nus femenins amb una visió intimista que recorden Bonnard i els colors de Gauguin. Amb Sanvisens recorre tota Catalunya cercant motius per als seus paisatges.
1982-1987: Munta un nou taller a prop del parc Güell a Barcelona. La seva pintura canvia; les obres es tornen més expressionistes amb traços més forts i obres que ens recorden els pintors del grup alemanys Die Brücke.
1987-2010: Etapa de la seva reafirmació. L'any 1987 mor Sanvisens, un fet que ajuda a entendre el notable canvi que s'observa en la seva producció. El paisatge cedeix pas a les figures femenines. Les dones no solament tenen una major presència, sinó que a més viuen en un univers molt personal. A la seva producció pictòrica podem trobar diversos referents de la història de l'art, sobretot de començament de segle xx. Segurament amb el pintor que té una major relació és amb Matisse, però també amb Susanne Valadon.

## Obra
La seva obra pictòrica, encara que hi ha molts canvis com hem esmentat anteriorment, els paisatges i les natures mortes continuen essent part important del seu treball.